# Hadlikon
Hadlikon är en ort i kommunen Hinwil i kantonen Zürich, Schweiz. 